# Nasonovia rostrata
Nasonovia rostrata är en insektsart. Nasonovia rostrata ingår i släktet Nasonovia och familjen långrörsbladlöss. Inga underarter finns listade i Catalogue of Life.